# Incamyiopsis imitatrix
Incamyiopsis imitatrix là một loài ruồi trong họ Tachinidae.